# Johann Adam Schlipf
Johann Adam Schlipf (* 25. Februar 1796 in Auenstein bei Marbach; † 23. Dezember 1861 in Plieningen bei Stuttgart) war ein deutscher Landwirtschaftslehrer. Sein 1840 erstmals erschienenes Populäres Handbuch der Landwirthschaft wurde bis zur neubearbeiteten 34. Auflage von 1969 immer wieder neu aufgelegt, ab 1920 unter dem Titel Praktisches Handbuch der Landwirtschaft.

## Leben
Schlipf wuchs als jüngstes von neun Kindern in bäuerlichen Verhältnissen in Auenstein auf. Nachdem er im Alter von zwölf Jahren Vollwaise geworden war, wurde der Auensteiner Schulmeister Bäuerle sein Vormund. Durch die Förderung Bäuerles wurde Schlipf Lehrer und ging zunächst bei einem Dorfschulmeister in Murr in die Lehre.
Von 1823 bis 1826 war Schlipf Schulamtskandidat an der Ackerbauschule Hohenheim und wurde dann Lehrer der Erziehungsanstalt für verwahrloste Kinder in Weingarten sowie Leiter des dazugehörigen landwirtschaftlichen Betriebes. Ab 1836 bis zu seiner Pensionierung 1860 war er Oberlehrer an der Ackerbauschule Hohenheim. An der Akademie Hohenheim lehrte er von 1851 bis 1860 Bienenzucht.

## Veröffentlichungen

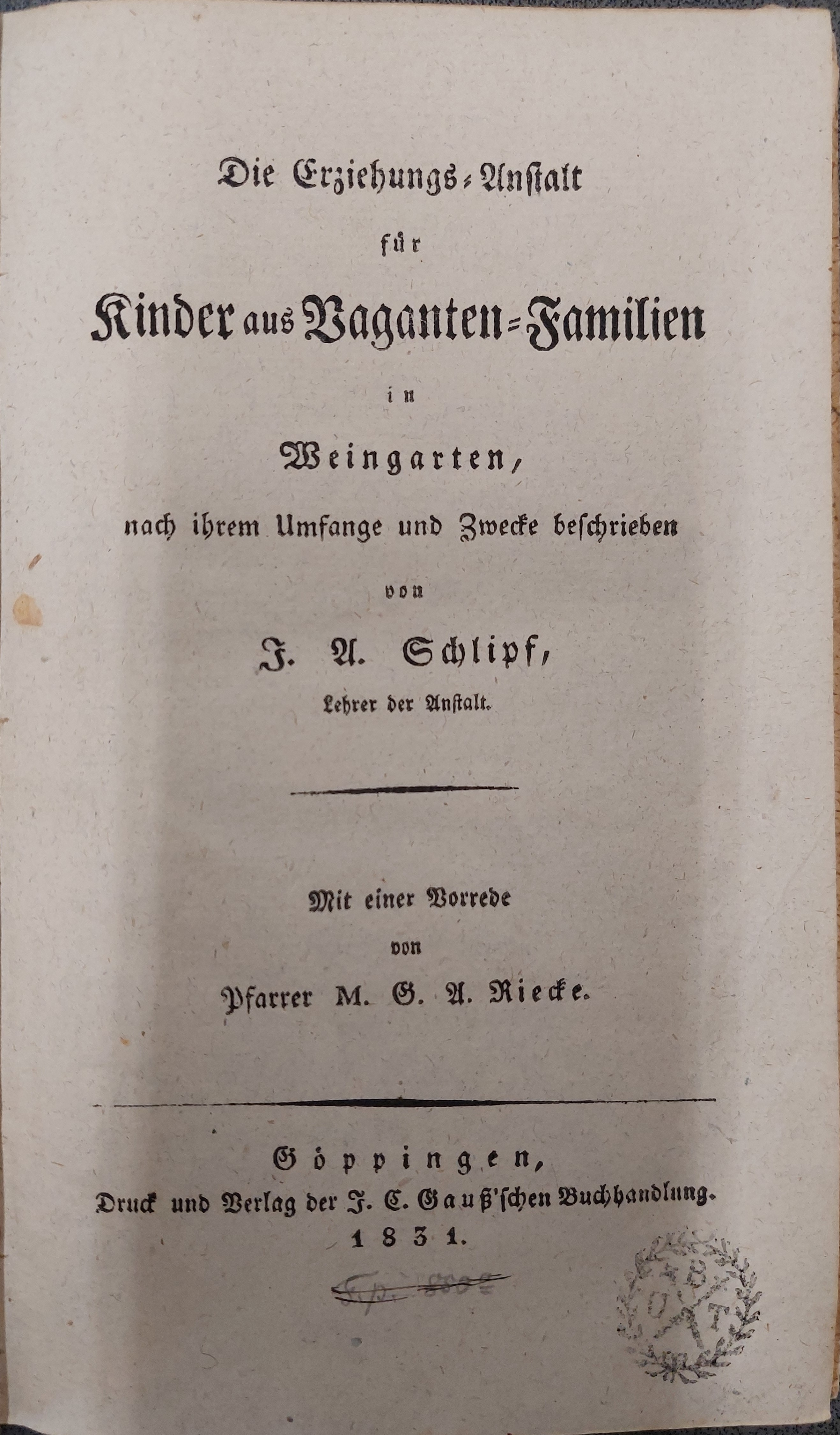
Erziehungsanstalt Weingarten 1831

Schlipfs wichtigste Veröffentlichungen:
- Populäres Handbuch der Landwirthschaft für den praktischen Landwirth nach dem gegenwärtigen Standpunkte der Fortschritte im Acker-, Wiesen- und Weinbau, in der Obstbaumzucht, der Rindvieh-, Schaf-, Pferde-, Schweine- und Bienenzucht. Gekrönte Preisschrift, Reutlingen 1840 (34. Auflage 1969)
- Abhandlung über die vollständige Gewinnung imd Benützung des thierischen Düngers durch Erdeinstreu in die Stallungen, gegründet auf Theorie und Praxis, Reutlingen 1843
- Populäre Düngerlehre oder faßliche Beschreibung aller Düngerstoffe, einer zweckmäßigen Anlage der Miststätten, der Behandlung und Verwendung des Düngers und der Beförderung und Erhaltung der Reinlichkeit in den Straßen und Gassen der Dörfer, Pforzheim 1846 (2. Auflage 1861)
- Lehr- und Handbuch der gesammten Landwirthschaft für den Mittelstand, gestützt auf Theorie und Praxis, 3 Bände, Stuttgart 1846–1850 (3. Auflage 1860)
- Der Pflanzenbau nach den Bedürfnissen der neuesten Zeit. Eine Anleitung zur Erzielung eines möglichst hohen Ertrages der Felder, Reutlingen 1847

## Mitgliedschaften und Auszeichnungen
Schlipf war gemäß der Titelseite seines Populären Handbuchs der Landwirthschaft korrespondierendes Mitglied des landwirthschaftlichen Vereins in Württemberg und Ehrenmitglied des Vereins für Gartenbau und Feldwirthschaft zu Coburg.